# Аксарківське сільське поселення
Акса́рківське сільське поселення (рос. Аксарковское сельское поселение) — сільське поселення у складі Приуральського району Ямало-Ненецького автономного округу Тюменської області Росії.
Адміністративний центр — село Аксарка.
Населення сільського поселення становить 4990 осіб (2017; 4441 у 2010, 3848 у 2002).
Станом на 2002 рік існували Аксарківська сільська рада (селище Аксарка, присілки Товопогол, Ямбура), Зеленоярська сільська рада (присілок Зелений Яр) та Харсаїмська сільська рада (село Харсаїм, присілки Вилпосл, Горнокнязевськ, Ішлех, Халасьпугор). Станом на 2010 рік існували Аксарківське сільське поселення (село Аксарка, селища Зелений Яр, Товопогол, Чапаєвськ, Ямбура) та Харсаїмське сільське поселення (села Халасьпугор, Харсаїм, селища Вилопосл, Горнокнязевськ).

## Склад
До складу сільського поселення входять:
| Населений пункт        | Населення, осіб (2002) | Населення, осіб (2010) |
| ---------------------- | ---------------------- | ---------------------- |
| Аксарка, село          | 2569                   | 3133                   |
| Вилпосл, селище        | 69                     | 76                     |
| Горнокнязевськ, селище | 108                    | 118                    |
| Зелений Яр, селище     | 258                    | 277                    |
| Ішлех, присілок        | 0                      | -                      |
| Товопогол, селище      | 167                    | 109                    |
| Халасьпугор, село      | 30                     | 40                     |
| Харсаїм, село          | 554                    | 575                    |
| Чапаєвськ, селище      | -                      | 26                     |
| Ямбура, селище         | 93                     | 87                     |